# Плоское (Черкасская область)
Плоское (укр. Плоске) — село в Смелянском районе Черкасской области Украины.
Почтовый индекс — 20762. Телефонный код — 4733.

## Население
Население по переписи 2001 года составляло 1650 человек. Население по данным 2023 года составляло 1524 человек.

### Языковой состав
Родной язык населения по данным переписи 2001 года:
| Язык       | Численность, чел. | Доля     |
| ---------- | ----------------- | -------- |
| Украинский | 1 601             | 97,03 %  |
| Русский    | 46                | 2,79 %   |
| Другое     | 3                 | 0,18 %   |
| Итого      | 1 650             | 100,00 % |

## Местный совет
20724, Черкасская обл., Смелянский р-н, с. Константиновка, ул. Ленина, 169а